# NGC 574
NGC 574 je galaksija u zviježđu Kipar.

## Vanjske poveznice
- SEDS: NGC 0574